# Maurice-Edgar Coindreau
Maurice-Edgar Coindreau  né le 24 décembre 1892 à La Roche-sur-Yon (Vendée) et mort le 20 octobre 1990 à Limeil-Brévannes (Val-de-Marne), est un homme de lettres français, traducteur de l'espagnol et de l'anglais vers le français, qui a grandement contribué à faire connaître la littérature américaine des années 1930 en France.

## Biographie
Agrégé d'espagnol, Maurice-Edgar Coindreau travaille au lycée français de Madrid avant d'enseigner le français à l'Université de Princeton de 1922 à 1961. Il a pour amis Darius Milhaud, Gaby et Robert Casadesus. Il a fait partie de la 10e promotion de chercheurs de la Casa de Velázquez à Madrid en 1918-1919.
Passionné par la littérature américaine, il fait découvrir à Gaston Gallimard de nombreux auteurs comme Ernest Hemingway (L'Adieu aux armes et Le Soleil se lève aussi), John Dos Passos (Manhattan Transfer), William Faulkner (Tandis que j'agonise, Le Bruit et la fureur), John Steinbeck (Les Raisins de la colère, Des souris et des hommes), Truman Capote (Les Domaines hantés, La harpe d'herbes), Erskine Caldwell (Le Petit Arpent du Bon Dieu, La Route au tabac), Vladimir Nabokov (Feu pâle), Flannery O'Connor (La Sagesse dans le sang), William Goyen ou William Styron, auteurs dont il traduit les principaux romans. Ces auteurs auront une grande influence sur les écrivains français comme Joseph Kessel, Pierre Drieu la Rochelle, Albert Camus ou Jean-Paul Sartre.
Il traduit également des romans espagnols de Rafael Sánchez Ferlosio, Juan Goytisolo, Ramón del Valle-Inclán, Miguel Delibes ou Ana María Matute.
L'Académie française lui décerne le prix Jeanne-Scialtel en 1978 pour la traduction de Tourbillon de Shelby Foote (en collaboration avec Hervé Belkiri-Delven)
En 1981, à l'initiative de Michel Gresset, est créé un Prix de traduction à son nom, décerné chaque année depuis 1982, récompensant une traduction littéraire d'une œuvre écrite en anglais américain.
Ses entretiens avec Christian Giudicelli, parus en 1974 sous le titre Mémoires d'un traducteur (édition augmentée en 1992), offrent une mine de renseignements sur la traduction, mais également sur les auteurs traduits par Maurice-Edgar Coindreau.

## Publications
- Nombreuses préfaces ou introductions aux œuvres traduites : Lumière d'août (1935) et Le Bruit et la Fureur (1949) de William Faulkner ; Des souris et des hommes (1955) de John Steinbeck
- La Farce est jouée, New York, 1942.
- Aperçus de littérature américaine, éditions Gallimard, 1946.
- Mémoires d'un traducteur, entretiens avec Christian Giudicelli, éditions Gallimard, 1974 ; rééd. 1992.